# Lars Ångström
Lars Tord Folke Jonasson Ångström, född 30 mars 1955 i Stockholm (Oscar), är en svensk politiker (miljöpartist). Han var ordförande för Svenska freds- och skiljedomsföreningen 1985–1995, VD för Greenpeace 1995–1996 och ordinarie riksdagsledamot 1998–2006, invald för Stockholms läns valkrets. Han har tagit ställning för Ukrainas rätt att försvara sig och för att Sverige bistår med vapen, samt stöder ett svenskt NATO-medlemskap. 
Med en bakgrund som ledamot i riksdagens försvarsutskott engagerade han sig för att Sverige skulle öka sitt engagemang i internationella fredsfrämjande insatser för att därigenom bibehålla förmågor då regeringen beslutade att minska försvarsanslagen. Han arbetade också mot nedläggningen av Musköbasen utanför Stockholm och det helt nyrenoverade F10 i Ängelholm.
Han bor på Färingsö i Ekerö kommun och driver tillsammans med sin fru Katharina företaget Äppelfabriken, ett trädgårdscafé med butik och musteri. Ångström har länge engagerat sig för att få till stånd en ny och mer tillförlitlig haveriutredning av M/S Estonia, den passargerarfärja som förliste 1994 med 852 dödsoffer. Han var tidigare ledamot i Exportkontrollrådet (EKR).

## Priser och utmärkelser
- 1995 - Eldh-Ekblads fredspris
- 2023 - Årets FN-vän, tillsammans med aktionsgruppen Ryssland ut ur Ukraina
- 2024 - Årets Europé, tillsammans med aktionsgruppen Ryssland ut ur Ukraina